# Législature d'État de l'Arizona
56e législature de l'Arizona
Capitole de l'État de l'Arizona
La législature d'État de l'Arizona (en anglais : Arizona State Legislature) est la  législature bicamérale de l'État américain de l'Arizona. 
La législature est composée de la Chambre des représentants (60 représentants) et du Sénat (30 sénateurs). Elle se réunit dans le Capitole de l'État de l'Arizona à Phoenix.

## Structure
Elle se présente sous la forme d'un parlement bicaméral composé d'une chambre haute, le Sénat de 30 élus, et d'une chambre basse, la Chambre des représentants de 60 élus.
La législature siège au Capitole situé à Phoenix, capitale de l'État.

## Districts
L'État de l'Arizona est divisé en 30 districts eux-mêmes divisés en circonscriptions. Chaque district élit un sénateur et deux représentants pour un mandat de deux ans. La superposition des circonscriptions sénatoriales et représentatives ne se rencontre que dans six autres États, le Dakota du Nord, le Dakota du Sud, l'Idaho, le Maryland, le New Jersey et Washington.

## Mandat
Élu pour un mandat de deux ans, chaque sénateur ou représentant ne peut effectuer plus de quatre mandats dans chaque chambre. Une fois cette limite atteinte, il doit attendre deux ans avant de pouvoir être élu de nouveau.